# Anasarca
L'anasarca és una forma severa i generalitzada d'edema, amb inflor del teixit subcutani a tot el cos. A diferència de l'edema, que gairebé tothom experimentarà en algun moment i que pot ser relativament benigne, l'anasarca és un procés patològic que reflecteix un estat de malaltia greu i pot afectar les cavitats del cos a més dels teixits.